# Edward Syty
Edward Syty (ur. 26 sierpnia 1960 roku w Tarnogrodzie) — profesor sztuk plastycznych, artysta malarz i rysownik, wykładowca akademicki.

## Życiorys
Dyplom z malarstwa uzyskał w roku 1987 w pracowni prof. Stanisława Rodzińskiego, Zbyluta Grzywacza i Juliusza Joniaka na Akademii Sztuk Pięknych w Krakowie. Po ukończeniu studiów, jako stypendysta Ministerstwa Kultury i Sztuki osiedlił się w Nysie i podjął tam pracę dydaktyczną. Doktorat pierwszego stopnia uzyskał w 1994 roku na krakowskiej ASP, habilitację w roku 2000 na wrocławskiej ASP. Pełnił rolę kierownika katedry malarstwa Instytutu Sztuki UO w latach 1998-2001 oraz kierownika katedry rysunku w latach 2003-2008. Jako profesor wykłada na Uniwersytecie Opolskim oraz Politechnice Opolskiej. Jako malarz pracuje w tradycyjnych technikach, na dużych formatach, kładąc farbę gęsto i chropowato. Jest twórcą i organizatorem szeregu (częściowo cyklicznych) warsztatów artystycznych dla studentów i pedagogów uczelni artystycznych z kraju i zza zagranicy. Jednym z takich najbardziej znanych corocznych wydarzeń artystycznych są międzynarodowe warsztaty plastyczne Malowany Wschód organizowane przez niego od 1996 roku. Obecnie prowadzi pracownię rysunku i malarstwa na Wydziale Sztuki Uniwersytetu Opolskiego. 12 czerwca 2012 uzyskał tytuł profesora sztuk plastycznych

## Wystawy

### Indywidualne
- 1988 r. - Nysa, Miejski Ośrodek Kultury;
- 1989 r. - Frączków, Pałac we Frączkowie „Malarstwo”;
- 1989 r. - Opole, BWA;
- 1990 r. - Opole, Teatr Jana Kochanowskiego;
- 1991 r. - Ciechanów, BWA;
- 1992 r. - Paczków, Dom Plastyka;
- 1992 r. - Wrocław, „Art Gallery”- Krystyna Kowalska;
- 1992 r. - Wrocław, Kamienica Pod Złotym Słońcem;
- 1994 r. - Mayenne-Laval (Francja);
- 1994 r. - Kraków, Galeria Sztuki;
- 1995 r. - Lublin, Galeria na Prowincji;
- 1997 r. - Lublin, Mała Galeria Sztuki MDK;
- 1998 r. - Wrocław, Kamienica Pod Złotym Słońcem;
- 1998 r. - Oława, Galeria „Oko”, „Portrety”;
- 1998 r. - Nysa, Biblioteka Miejska, „Powidoki”;
- 1999 r. - Wrocław, Galeria „Pod Plafonem”;
- 1999 r. - Opole, Galeria Wystawowa Filharmonii Opolskiej;
- 1999 r. - Wrocław, Autorskie Liceum Artystyczne „Ala”, „Portrety”;
- 1999 r. - Nysa, Galeria „Mikiny”, „Pejzaż”;
- 2000 r. - Galeria ASP Wrocław;
- 2000 r. - Wałbrzych, Galeria Liceum Społecznego „Akty i powidoki”;
- 2003 r. - Kraśnik- Galeria Odnowa, „Malarstwo”;
- 2003 r. - Tarnogród, Stara synagoga, „Obrazy Intymne”;
- 2003 r. - Międzyrzec Podlaski- Galeria „ES”- „Akty”;
- 2004 r. - Lublin - galeria ACK UMCS, „Chatka Żaka”;
- 2005 r. - Niemodlin, Galeria na pięterku;
- 2006 r. - Głuchołazy, galeria Centrum Kultury;
- 2006 r. - Paczków, „Dom plastyka”;
- 2007 r. - Prudnik - Muzeum Ziemi Prudnickiej;
- 2008 r. - Opole, galeria ZPAP, „Trans-pozycje i powidoki”;
- 2009 r. - Opole, galeria „BP”, „ Syty-u acje i obrazy niepoważne”;
- 2009 r. - listopad, Paczków - Dom plastyka, „Świeżo malowane”;
- 2010 r. - luty - Galeria BCK Ratusz w Brzegu;
- 2011 r. - Strzelin, galeria. Skalna;
- 2011 r. - Wrocław, muzeum ASP;
- 2011 r. - Kraków, galeria Pryzmat;
- 2011 r. - Nysa, Bastion św. Jadwigi;

### Zbiorowe
- 1987 r. - Kraków, Galeria „M”, (Wystawa Prac Absolwentów ASP);
- 1988 r. - Myślenice, VI Konfrontacje Najmłodszych Artystów krakowskich (I nagroda w dziedzinie malarstwa);
- 1988 r. - Biełgorod (Ukraina), wystawa środowiska opolskiego;
- 1988 r. - Opole, Salon Wiosenny,(nagroda główna ZPAP);
- 1989 r. - Mülheim (Niemcy),(wystawa środowiska opolskiego);
- 1989 r. - Opole, Salon Wiosenny BWA (nagroda TO);
- 1989 r. - Lublin, (wystawa stypendystów wydziału kultury i sztuki);
- 1990 r. - Nysa, Jarmark Sztuki;
- 1990 r. - Nysa, Salon Jesienny;
- 1990 r. - Opole, Salon Jesienny BWA;
- 1991 r. - Opole, Galeria Wystawowa Filharmonii Opolskiej, „Barwy Dźwięku”;
- 1991 r. - Opole, Salon Jesienny;
- 1991 r. - Nysa, Salon Nyski;
- 1991 r. - Ołomuniec, wystawa opolskiego środowiska plastycznego;
- 1991-92 r.- Nysa, wystawa nyskiego środowiska plastycznego;
- 1992 r. - Opole, galeria Filharmonii Opolskiej;
- 1992 r. - Nysa, Muzeum;
- 1992 r. - Wrocław, Galeria „Studio Artes";
- 1992 r. - Brzeg, Galeria Ratuszowa;
- 1992 r. - Opole, Galeria Wystawowa Filharmonii Opolskiej;
- 1992 r. - Willebadessen (Niemcy), wystawa poplenerowa;
- 1993 r. - Opole, Galeria Wystawowa Filharmonii Opolskiej;
- 1993 r. - Nysa, Muzeum;
- 1993 r. - Nysa, Salon Jesienny;
- 1993 r. - Opole, Salon Jesienny;
- 1994 r. - Katowice, Galeria Ekstrawagance;
- 1994 r. - Opole, Salon Jesienny BWA;
- 1994 r. - Nysa, Salon Nyski;
- 1994 r. - Opole, Galeria Sztuki Współczesnej BWA;
- 1994 r. - kwalifikacje 1-go stopnia - ASP Kraków;
- 1995 r. - Nysa, Salon Nyski;
- 1995 r. - Opole, Salon Jesienny BWA;
- 1995 r. - Hildesheim (Niemcy), Muzeum (wystawa środowiska opolskiego);
- 1995 r. - Nysa, Muzeum, „Przejścia graniczne”;
- 1995 r. - Zgorzelec, „Przejścia graniczne”;
- 1995 r. - Bochum (Niemcy), Galeria, „Przejścia graniczne”;
- 1995 r. - Bielefeld (Niemcy), „Przejścia graniczne”;
- 1995 r. - Lublin, Galeria „Na Prowincji”, (ze zbiorów galerii);
- 1996 r. - Opole, Galeria Sztuki Współczesnej BWA, „Przejścia graniczne”
- 1996 r. - Mayenne-Laval (Francja), (wystawa środowiska nyskiego), „Wędrujące obrazy”;
- 1996 r. - Nysa, Salon Nyski;
- 1997 r. - Opole, Galeria Sztuki Współczesnej BWA;
- 1997 r. - Nysa, Muzeum;
- 1997 r. - Nysa, Salon Nyski;
- 1997 r. - Opole, Salon Jesienny - Zachęta;
- 1997 r. - Opole, Muzeum Diecezjalne;
- 1997 r. - Ostrowiec Świętokrzyski, Jesienny Salon Plastyki;
- 1997 r. - Radom, Muzeum Sztuki Współczesnej, (II Trienale autoportretu);
- 1997 r. - Łuków, Ośrodek Kultury, „Prezentacja, edukacja, inspiracja”;
- 1998 r. - Sandomierz, BWA;
- 1998 r. - Bruntále (Czechy), Muzeum;
- 1998 r. - Wrocław, Arsenał, (z okazji 52-lecia ZPAP);
- 1998 r. - Opole, studenci i pracownicy Instytutu Sztuki, wystawa poplenerowa;
- 1998 r. - Brzeg, Muzeum Sztuki Współczesnej;
- 1999 r. - Paczków, Dom Plastyka;
- 1999 r. - Opole, Galeria Wystawowa Filharmonii Opolskiej;
- 1999 r. - Warszawa, Centrum „Falenty”;
- 1999 r. - Nysa, Dni Nysy (prezentacja);
- 1999 r. - Nysa, Salon Nyski;
- 1999 r. - Brzeg, Galeria Ratuszowa;
- 2000 r. - Opole, BWA, (wystawa prac pedagogów i studentów Instytutu Sztuki) „Młode Opole”;
- 2001 r. - Opole, Garaż Sztuki;
- 2001 r. - Bielefeld (Niemcy), (pracownicy Instytutu Sztuki);
- 2000 r. - Opole Galeria Sztuki Współczesnej - wystawa pracowników Instytutu Sztuki;
- 2000 r. - Papierowe klimaty - Muzeum w Prudniku;
- 2000 r. - Habilitacja - ASP Wrocław;
- 2001 r. - Salon Jesienny, BWA Opole;
- 2002 r. - Salon Nyski;
- 2002 r. - Niemcy - Landeskunde;
- 2002 r. - Muzeum w Nysie - „Rozmowa”;
- 2003 r. - Salon Jesienny, BWA Opole;
- 2003 r. - Międzyrzec Podlaski- Roskosz (wystawa poplenerowa);
- 2004 r. - Opole - Galeria Sztuki Współczesnej;
- 2003 r. - Opole, Garaż Sztuki;
- 2005 r. - Opole, Garaż Sztuki;
- 2005 r. - Opole, Salon Opolski – Zachęta;
- 2006 r. - Krynica, wystawa poplenerowa;
- 2006 r. - Domu Kultury Polskiej – Słowacja (wystawa poplenerowa z Krynicy);
- 2006 r. - Opole, Salon Jesienny;
- 2006 r. - Opole, Garaż Sztuki;
- 2007 r. - Opole, Salon Jesienny;
- 2007 r. - Nysa, Muzeum, „Razem czyli osobno”, (pracownicy Instytutu Sztuki);
- 2008 r. - Cieszyn, (wystawa pracowników i studentów Instytutu Sztuki);
- 2008 r. - Kluczbork, Galeria miejska, (pracownicy Instytutu Sztuki);
- 2008 r. - Kluczbork, (pracownicy Instytutu Sztuki);
- 2008 r. - Czechy, Ostrawa;
- 2008 r. – Zakopane, ZPAP;
- 2008 r. - Radom;
- 2009 r. – Warszawa, Galeria ”Aktyn”;
- 2009 r. – Nysa - Muzeum „Salon Nyski”;
- 2009 r. – Czechy - Hyncice - wystawa uczestników pleneru;
- 2009 r. - Czechy - Hyncice - druga wystawa poplenerowa;
- 2009 r. - Opole, Salon jesienny;
- 2009 r. - Nysa - Państwowa Szkoła Muzyczna -„Kobieta”, prezentacja prac;
- 2009 r. - Czechy - Odry, Wystawa poplenerowa;
- 2010 r. - Puławy - Syty, Molenda, Zyśko;
- 2010 r. - Ostrawa - galeria Młyn - Syty, Zyśko;
- 2010 r. - Salon Jesienny, BWA Opole;
- 2010 r. - Salon Nyski, Nysa;
- 2010 r. - Oś cienia, Muzeum Nysa, Syty, Rospondek, Molenda, Chmielewski, Trzos;
- 2010 r. - Opole, Muzeum Diecezjalne, Instytut Sztuki;
- 2011 r. - Artyści opolscy w Danii;
- 2011 r. - Artyści opolscy na Ukrainie;

## Nagrody i wyróżnienia

### Artystyczne
- 1988 r. - Myślenice - nagroda główna w dziedzinie malarstwa;
- 1988 r. - Salon Jesienny, BWA Opole - nagroda główna ZPAP;
- 1989 r. - Salon Jesienny, BWA Opole - nagroda TO;
- 1991 r. - Wojewódzka Nagroda Artystyczna;
- 2001 r. - Grand Prix Salonu Jesiennego w Opolu;
- 2001 r. - Nagroda publiczności Salonu Jesiennego w Opolu;
- 2005 r. - Salon Jesienny, GSW Opole - nagroda Zachęty;

### Dydaktyczne
- 1994 r. – Nagroda Rektora UO
- 2003 r. - Nagroda Quallity
- 2007 r. - Nagroda Rektora UO
- 2010 r. - Nagroda Quallity

## Artykuły i publikacje
- 2001 r. - Idea w twórczości - Kwartalnik Tarnogrodzki;
- 2001 r. - Młodzi artyści w Tarnogrodzie - Kwartalnik Tarnogrodzki;
- 2001 r. - Uczeń-idea w dydaktyce - Indeks;
- 2001 r. - Idea w twórczości - Parergon - Rocznik naukowo-artystyczny;
- 2002 r. - Zaproszenie do malowania - Kwartalnik Tarnogrodzki;
- 2009 r. - Ilustracje do artykułu - Kwartalnik Tarnogrodzki;
- 2009 r. - Historia warsztatów - Katalog „Malowany wschód”;
- 2009 r. - obraz na stronie tytułowej - Zeszyty Eichendorffa nr. 26;
- 2009 r. - obraz na stronie tytułowej - Zeszyty Eichendorffa nr. 27;
- 2009 r. - Ilustracje do artykułu - Kwartalnik Tarnogrodzki-Świąteczny;
- 2010 r. - obraz na stronie tytułowej - Zeszyty Eichendorffa nr. 28;